# Союз Вільної Преси
Союз Вільної Преси (Verband der Freien Presse) — організація екзильних видавців і журналістів у Німеччині, заснований з ініціативи українських журналістів у 1947 р. в Авґсбурзі, об'єднував 6 національностей (у 1950-их pp. 16, з 1960-их — 23). Перший президент Р. Ільницький, у 1962-74 рр. — В. Леник. Союз Вільної Преси видає місячник (з перервами) «Freie Presse-Korrespondenz» (з 1952) і інформативно-пропагандивні брошури. З ініціативи Союзу Вільної Преси у 1962 р. створено в Бонні Федерацію Екзильних Журналістів у Європі. Ці організації мали на меті поширювати у західній пресі інформацію про країни походження їх членів.